# Parallelia amygdalis
Parallelia amygdalis là một loài bướm đêm trong họ Erebidae.